# Derby d'Osaka
La rivalité entre le Cerezo Osaka et le Gamba Osaka, appelée également derby d'Osaka, oppose les deux principaux clubs de la troisième ville du Japon.

## Origines de la rivalité
L'origine de la rivalité remonte aux années 1970. La plupart des joueurs et du staff du Matsushita Electric Industrial (ancêtre du Gamba) venaient du Yanmar Club, équipe réserve du Yanmar Diesel (ancêtre du Cerezo). Ces joueurs avaient signé avec Matsushita pour pouvoir participer pleinement à la Japan Soccer League (JSL), première division japonaise à l'époque amateur. Originellement basé à Nara (à 30 kilomètres d'Osaka), le Gamba est désormais installé dans la ville-dortoir de Suita, à 10 kilomètres d'Osaka.

## Confrontations sportives

### Matchs mémorables

#### Ligue des Champions 2011
Date : 24 mai 2011.   
Score : Gamba 0 - 1 Cerezo
Mi-temps : 0 - 0
Buts : Takahashi (88e)
Finissant tous les deux sur le podium du championnat 2010, Cerezo et Gamba se sont directement qualifiés pour la phase de groupe de la Ligue des Champions 2011. Dans le groupe E, le Gamba termine premier de son groupe (en engrangeant trois victoires à domicile), ce qui lui permet de recevoir lors des huitièmes de finale. Dans le groupe G, le Cerezo réalise lui aussi le carton plein à domicile mais termine deuxième du groupe derrière le club coréen du Jeonbuk Hyundai Motors. De ce fait, le Cerezo devra se déplacer lors du huitième de finale. Et le tirage au sort en début de saison a décidé que les qualifiés du groupe E affronteront les qualifiés du groupe G. Ainsi, le Gamba et le Cerezo doivent s'affronter pour une place en quarts de finale.
Pour cette rencontre, le Gamba part favori avec quatre qualifications consécutives pour la phase finale de la compétition dont un sacre continental en 2008 alors que le Cerezo participe à sa première Ligue des Champions de son histoire après une promotion dans l'élite en 2009 et un championnat 2010 rondement mené.

### Liste de rencontres
| Date              | N°  | Rencontre      | Score | Compétition                     |
| ----------------- | --- | -------------- | ----- | ------------------------------- |
| 16 juin 2004      | 19e | Cerezo - Gamba | 0 - 1 | Japan League 1 - Première phase |
| 23 juillet 2005   | 20e | Gamba - Cerezo | 7 - 1 | Japan League 1 - Seconde phase  |
| 14 mai 2005       | 21e | Cerezo - Gamba | 2 - 4 | Japan League 1 - 12e journée    |
| 23 juillet 2005   | 22e | Gamba - Cerezo | 4 - 1 | Japan League 1 - 18e journée    |
| 12 mars 2006      | 23e | Cerezo - Gamba | 1 - 6 | Japan League 1 - 2e journée     |
| 9 septembre 2006  | 24e | Gamba - Cerezo | 3 - 1 | Japan League 1 - 22e journée    |
| 14 mars 2010      | 25e | Cerezo - Gamba | 1 - 1 | Japan League 1 - 2e journée     |
| 18 septembre 2010 | 26e | Gamba - Cerezo | 3 - 2 | Japan League 1 - 23e journée    |
| 14 mars 2011      | 27e | Gamba - Cerezo | 2 - 1 | Japan League 1 - 1re journée    |
| 13 août 2011      | 28e | Cerezo - Gamba | 1 - 1 | Japan League 1 - 21e journée    |
| 17 mars 2012      | 29e | Cerezo - Gamba | 2 - 1 | Japan League 1 - 2e journée     |
| 11 août 2012      | 30e | Gamba - Cerezo | 2 - 2 | Japan League 1 - 21e journée    |
| 11 avril 2014     | 31e | Cerezo - Gamba | 2 - 2 | Japan League 1 - 7e journée     |
| 30 septembre 2014 | 32e | Gamba - Cerezo | 2 - 0 | Japan League 1 - 24e journée    |

## Statistiques

### Statistiques des confrontations
Si le Gamba a participé à toutes les saisons de la J.League (première division japonaise) de sa fondation 1993 à 2012, le Cerezo a connu plusieurs années la deuxième division avant de remonter en première division le 4 décembre 2016 pour participer à l'édition 2017.

### Comparaison des titres
Au niveau du palmarès, le Cerezo a remporté 4 éditions de la JSL entre 1971 et 1980 tandis que le Gamba a gagné le championnat professionnel en 2005 en terminant un point devant le Cerezo et un second titre en 2014. Le Gamba et le Cerezo ont respectivement soulevé la coupe de l'Empereur à quatre et trois reprises. Sur le plan asiatique, le Gamba a été vainqueur de la Ligue des Champions 2008 tandis que le Cerezo n'a obtenu aucun succès en coupes d'Asie.